# Суховольці
Суховольці (Суховольце, пол. Suchowolce) — село в Польщі, у гміні Кліщелі Гайнівського повіту Підляського воєводства. Населення — 138 осіб (2011).

## Історія
Вперше згадується 1539 року як Суха Воля. У першій половині XIX століття в селі працювала церковна школа, яку заснував парох Антон Сосновський з Кліщель.
У 1975—1998 роках село належало до Білостоцького воєводства.

## Демографія
Демографічна структура станом на 31 березня 2011 року:
|          | Загалом | Допрацездатний вік | Працездатний вік | Постпрацездатний вік |
| -------- | ------- | ------------------ | ---------------- | -------------------- |
| Чоловіки | 61      | 2                  | 29               | 30                   |
| Жінки    | 77      | 3                  | 17               | 57                   |
| Разом    | 138     | 5                  | 46               | 87                   |